# Отдел компьютерной преступности и интеллектуальной собственности
Отде́л компью́терной престу́пности и интеллектуа́льной со́бственности (англ. Computer Crime and Intellectual Property Section, CCIPS) — отдел по уголовным делам Министерства юстиции США по расследованию компьютерных преступлений (хакерство, вирусы, "черви") и нарушения прав интеллектуальной собственности. Специализируется в области поиска и захвата цифровых доказательств в компьютерах и сетях.